# Maule (ätt)
Maule är en svensk adelsätt, som härstammar från den skotska klanen med samma namn. Den delar sitt ursprung med den utslocknade svenska adelsätten Maull. Den svenska ätten Maule stammar från James  Maule (1705–?), som var sjökapten i Svenska Ostindiska Companiets tjänst och som kom till Sverige någon gång i tiden 1731–1733.
Hans son Jacob Maule (1743–1805) var också  i Ostindiska kompaniets tjänst, bland annat som chef för kompaniets verksamhet i Kanton (Guangczhou) i Kina. Efter hemkomsten därifrån naturaliserades han som svensk adel 1783 tillsammans med sina systrar Johanna, Elisabet och Lona samt introducerades samma år vid Riddarhuset på nummer 2135. Efter tjänst vid försvarsmakten erhöll han 1794 titeln krigsråd.
Huvudmannagrenen av ätten är sedan mitten av 1800-talet bosatt i Danmark och använder efternamnet Fox Maule. En yngre gren i Sverige använder det ursprungliga namnet. Enligt uppgifter avseende årsskiftet 2020–2021 var 34 personer med namnet Fox Maule bosatta i Danmark. I Sverige var 11 personer med namnet Maule folkbokförda.

## Personer ur den svenska adelsätten
- Jacob Maule (1743–1805), verksam i Svenska Ostindiska Companiet, krigsråd
- John Maule (1901–1952), överste